# The Show (jihokorejský pořad)
The Show (korejsky: 더 쇼) je jihokorejský hudební televizní pořad, vysílaný na SBS M. Vysílá se živě v úterý z SBS Prism Tower v Sangnam-dongu v Soulu, od 18:00 do 19:30. Od ledna 2019 se The Show vysílá živě do více než 20 zemí prostřednictvím MTV Asia, MTV France a na TBS v Japonsku.
V pořadu vystupují známí K-popoví zpěváci a hudební skupiny. Dále je do pořadu vkládáno pořadí nejoblíbenějších písniček, které určují diváci. Píseň, která se umístí na prvním místě dostane cenu pořadu.
Od 10. února 2021 se vysílá pořad The Trot Show, což je hudební pořad, který se místo K-popu zaměřuje na Trot.

## Moderátoři
| #  | jméno                             | období                      |
| -- | --------------------------------- | --------------------------- |
| 1  | Luna, Čon Hjo-song                | 15. 4. 2011 - 16. 12. 2011  |
| 2  | Himčchan, Hjeri                   | 23. 3. 2012 - 22. 3. 2013   |
| 3  | Pak Kju-ri, Han Sung-jon          | 8. 10. 2013 - 27. 5. 2014   |
| 4  | Či-jon, Hjeri                     | 3. 6. 2014 - 23. 9. 2014    |
| 5  | Či-jon, Čo-mi, Hjeri              | 28. 10. 2014 - 16. 12. 2014 |
| 6  | Či-jon, Čo-mi                     | 6. 1. 2015 - 8. 12. 2015    |
| 7  | Či-jon, Čo-mi, Hong-bin           | 3. 3. 2015 - 5. 9. 2016     |
| 8  | Čo-mi, Je-rin                     | 2. 2. 2016 - 6. 9. 2016     |
| 9  | Kim U-sok, Čon So-mi              | 7. 9. 2016 - 18. 4. 2017    |
| 10 | Jon-u, Čong-hwa, P.O              | 19. 4. 2017 - 10. 10. 2017  |
| 11 | Jong-dže, Ču-i, Ho-hjon           | 11. 10. 2017 - 8. 5. 2018   |
| 12 | Jong-kuk, Če-no, Čang Je-un       | 9. 5. 2018 - 23. 10. 2018   |
| 13 | Če-no, Čang Je-un                 | 13. 11. 2018 - 26. 11. 2019 |
| 14 | Ču-jon, Ši-hjon, Kim Min-gju      | 11. 2. 2020 - 2. 2. 2021    |
| 15 | Kim Jo-han, Či-han, Jo-sang       | 2. 3. 2021 - 14. 12. 2021   |
| 16 | Kang Jo-sang, Kim Če-hjon, Minhui | 25. 1. 2022 - současnost    |